# مآایس برخوداروف
مآایس برخوداروف (ترکی آذربایجانی: Mais Şükür oğlu Bərxudarov؛ زادهٔ ۲۰ آوریل ۱۹۷۶) افسر آذربایجانی و سرلشکر نیروهای مسلح جمهوری آذربایجان است. وی که از نظامیان حاضر در درگیری ارمنستان و جمهوری آذربایجان (۲۰۱۶) و جنگ ناگورنو قره‌باغ (۲۰۲۰) است، فرماندهی سپاه دوم ارتش آذربایجان را بر عهده دارد.

## زندگی‌نامه
مآایس برخوداروف ۲۰ آوریل سال ۱۹۷۶ در شهر قبادلی آذربایجان شوروی سابق به دنیا آمد. از عنفوان بچگی علاقه شدیدی به رشته ورزشی کشتی داشت. از کشتی‌گیر معروف آذربایجانی، علیار علی‌اف، که بعداً در جنگ اول قره‌باغ حضور یافت و پس از فوتش به قهرمان ملی آذربایجان تبدیل شد، آموزش دید. وقایعی که طی همان سال‌ها در قره‌باغ رخ می‌داد، باعث شد تا مآایس برخوداروف تصمیم به درس خواندن در مدرسه عالی نظامی جمشید نخجوانسکی بگیرد.
مآایس برخوداروف در دوران دانشجوییش از والح برشادلی، رئیس همان مدرسه و وزیر دفاع سابق آذربایجان، تأثیرات بزرگی گرفت. در سال ۱۹۹۳، به همراه گروهی از دانشجویان بر آن شد به صورت داوطلبانه راهی خط مقدم جبهه جنگ قره‌باغ بشود. برشادلی پس از آنکه از این موضوع مطلع شد، دانشجویان را نزد خود خوانده، ضمن انصراف آن‌ها از این تصمیم، دانشجویان را متقاعد ساخت به تحصیل خود ادامه دهند.
در سال ۱۹۹۸، به ستوان سوم مآایس برخوداروف نشان پرچم آذربایجان اهدا شد. او این نشان را از دست شخص حیدر علی‌اف، رئیس‌جمهور وقت جمهوری آذربایجان دریافت نمود. در سال ۲۰۱۲، از مآایس برخوداروف در پاس خدمات ویژه در دفاع از استقلال و تمامیت ارضی آذربایجان و نیز به خاطر تمایز در انجام وظیفه خود و وظایف محوله به واحد نظامی تحت فرمانش با اعطاء «نشان برای میهن» تقدیر به عمل آمد.
بین ۱ تا ۵ آوریل سال ۲۰۱۶، درگیری معروف به درگیری‌های آوریل در میان جمهوری آذربایجان و ارمنستان اتفاق افتاد که سرهنگ مآایس برخوداروف در طی آن در عملیات بازپس‌گیری لهله‌تپه شرکت داشت. از ابتدای جنگ، وی به شخصه سوار تانک شد و در خط مقدم به سرعت وارد جنگ شد.

## نشان‌ها و جوایز
۱۹ آوریل سال ۲۰۱۶، الهام علی‌اف، رئیس‌جمهوری آذربایجان فرامینی در خصوص اعطاء عناوین و نشانهایی به گروهی از نظامیان آذربایجانی که «شجاعت و قهرمانی منحصر به فردی در جلوگیری از خرابکاری نظامیان ارمنستان در امتداد خط مقدم جبه و در دفع حملات نیروهای ارمنستان به غیرنظامیان در طول روزهای ۲ تا ۵ آوریل از خود نشان داده‌اند» امضاء کرد. به موجب آن، درجه مآایس برخوداروف به خاطر حضورش در بازپس‌گیری لهله‌تپه، توسط الهام علی‌اف به سرلشکری ارتقاء یافت. وی اولین فرد نظامی با این درجه بود که در خلال ۲۰ سال گذاشته از دست رئیس‌جمهوری آذربایجان نشان برای قهرانی را دریافت کرد.
۴ اکتبر سال ۲۰۲۰، الهام علی‌اف، رئیس‌جمهور و فرمانده کل قوای آذربایجان، آزادسازی شهر جبرئیل و ۹ روستای شهرستان جبرئیل طی جنگ دوم قره‌باغ را به مآایس برخوداروف و نیز سپهبد حکمت میرزایوف، فرماندهی نیروهای ویژه جمهوری آذربایجان و نیروهای تحت امر آن‌ها تبریک عرض کرد.
بر اساس فرمان الهام علی‌اف به تاریخ ۹ دسامبر ۲۰۲۰، به مآایس برخوداروف نشان قره‌باغ اهدا شد.